# Mathieu Daniel Polak
Mathieu Daniel Polak (2 april 1972) is een Nederlandse componist, beiaardier en pianist.

## Leven en werk
Uitvoerend componist
Mathieu Daniël Polak is in 1997 afgestudeerd voor piano aan het Constantijn Huygens Conservatorium in Zwolle en in 1999 behaalde hij zijn Bachelor Degree Carillon aan de Nederlandse Beiaardschool in Amersfoort. Masterdegrees behaalde hij in 2000 op de Nederlandse Beiaardschool voor zijn ‘Ontwikkeling methodiek voor beiaardleerlingen’ en in 2013 aan het Lemmens Instituut Leuven voor zijn ‘Onderzoek synagogale muziek en compositie’. Van 2008 tot en met 2010 studeerde hij tevens compositie bij Caroline Ansink en Jeroen D'hoe aan het Conservatorium van Utrecht. In 2010 ontving hij zijn Master Degree aan de Hogeschool voor de Kunsten Utrecht voor Compositie. Ook heeft Polak gestudeerd bij de componisten Jeff Hamburg en Alex Manassen.
Polak’s composities worden met regelmaat uitgevoerd door diverse musici, vocalisten, leerlingen en hemzelf. Voor de Joodse gemeente Beit ha Chidush componeerde hij voor de erediensten in de Amsterdamse Uilenburger Synagoge werken voor piano solo, piano en viool en liturgische liederen. De werken van Polak zijn regelmatig op de radio te beluisteren (VPRO/NPS). Polak’s composities zijn over het algemeen minimalistisch en impressionistisch.
In Amsterdam zijn Polak’s composities uitgevoerd in de Uilenburger Synagoge, Muziekcentrum aan ’t IJ, het Joods Museum en de Hollandse Schouwburg. “Le Lis Des Vallees” (mezzosopraan, fluit, klarinet, viool, altviool en cello) werd in 2011 genomineerd voor de Henriette Bosmans Prijs. “Fleurs de Cerisier” voor blaaskwintet kreeg de derde prijs op het ComaMaastricht Concours en “Puppy Love” voor hoorn kreeg de derde prijs op het IVME-compositieconcours te Antwerpen. In 2017 werd “Dandelion Field” (carillon) bekroond met de tweede prijs op het Johan Franco Concours in Amerika. “A Butterfly's Dance” (carillon) werd bekroond met de eerste prijs op de Johan Franco Compositiewedstrijd 2019.
In 2019 ontving Polak een stipendium van het Fonds voor de Podiumkunsten om Joodse muziek voor carillon te componeren en te arrangeren. De titel van de bundel composities en arrangementen is “Chag Sameach” (vreugdevolle en goede feestdagen). Het resultaat was een carillonboek en diverse uitvoeringen in Nederland en Duitsland. In “Chag Sameach” waarin de Joodse feestdagen, zoals Purim, Pesach, Chanukah, Yom Kippur en Rosh Hashanah, centraal staan, maakt Polak gebruik van muzikale elementen uit de Joodse muziektraditie. Beiaardier Boudewijn Zwart heeft het op 7 mei 2019 gespeeld op het carillon van de Westertoren in Amsterdam. Voor Chag Sameach kreeg Polak op 1 februari 2020 de Visser Neerlandia Prijs.
Met “Chag Saeach” voegt Polak muzikale innovaties toe aan de reeds bestaande traditionele en stijleigen vormen van ruim 500-jarige traditie van beiaardmuziek en doet dit op zijn geheel eigen wijze. Hij verlaat muziek technisch en compositorisch gezien de gebaande paden - de ‘sfeer’ - waarin normaliter carillonmuziek wordt gecreëerd en uitgevoerd.
In 2021 ontving Polak wederom een stipendium van het Fonds voor de Podiumkunsten. Dit resulteerde in een carillonboek en uitvoeringen getiteld “Mazzeltov” - een vervolg op “Chag Sameach” - is met nieuwe composities en arrangementen van Klezmer & Jiddische liederen uit de Ashkenazische (Hoog-Duitse/Oost-Europees joodse) volksmuziektraditie. Deze muziektraditie, ontstaan rond 1300, komt volledig tot stilstand. In de tweede helft van de 20e eeuw begon een revival, die nog steeds voortduurt. ‘Mazzeltov’ verbindt de traditionele wijze van componeren voor carillon met hedendaags compositorische vernieuwingen, waardoor een volkomen anders en toch herkenbaar geluid ontstaat. De uitvoering van “Mazzeltov” vond plaats op 7 december 2021 tijdens Chanoeka - Joods Lichtfeest – en is uitgevoerd door beiaardier Frank Steijns op de Sint Servaas Basiliek en het Stadhuiscarillon van Maastricht.
Polak heeft delen uit “Chag Sameach” en “Mazzeltov” in 2022 gespeeld met de herdenking ‘1700 jaar Jodendom’ in Duitsland in Bonn en Berlijn.
Als uitvoerend musicus was Polak te horen in Spanje, Denemarken, Frankrijk, Duitsland en Japan, Amerika, Portugal, België en Polen.
Polak is beiaardier van de Erasmus Universiteit Rotterdam, Plein 40-45 in Amsterdam en de Markttoren in Spakenburg. Tevens is hij beiaarddocent aan Beiaardcentrum Nederland in Amersfoort en pianodocent aan de Muziekschool Amersfoort en in 2021 als pianist en arrangeur verbonden aan de Liberaal Joodse Gemeente Amsterdam.
https://www.mathieudanielpolak.com/

## Werkenlijst (selectie)

### Voornaamste composities
- 2023 <> Two Emperors (altviool & piano)
- 2022 <> Composition in Colour (carillon)
- 2021 <> Mazzeltov (carillon)
- 2021 <> Etude juive & Etude modeste (piano)
- 2020 <> Mi Sheberach (lame sonore & piano)
- 2019 <> Chag Sameach (carillon)
- 2018 <> Bad Godesberg Suite (carillon quatre-mains)
- 2018 <> And I dance (carillon)
- 2017 <> Praeambulum (orgel)
- 2016 <> Dandelion Field (carillon)
- 2012 <> Le baiser d’amour, triptiek voor viool solo
- 2012 <> Mizmor l’Todah (fluit en viool)
- 2011 <> Le Lis des Vallees (mezzo-sopraan, fluit, klarinet, viool, altviool en cello)
- 2011 <> Puppy Love (hoorn)
- 2008 <> Boys will be Boys (piano)
- 2007-2010 <> Hebreeuwse liederencyclus (zang, viool & piano)